# 奧爾巴尼公爵
奧爾巴尼公爵（英語：Duke of Albany）是一個前王室公爵爵位，第一次冊封於1398年，蘇格蘭國王羅伯特三世授予其弟羅伯特·斯圖爾特。
根據《1917年頭銜剝奪法令》，時任奧爾巴尼公爵查爾斯·愛德華王子因兼任德意志邦國君主於第一次世界大戰中與英國對立，其頭銜於1919年被撤銷。

## 頭銜持有人

### 1398年冊封
- 羅伯特·斯圖爾特
- 梅鐸·斯圖爾特（英语：Murdoch Stewart, Duke of Albany）

### 1458年冊封
- 亞歷山大·斯圖亞特
- 約翰·斯圖爾特（英语：John Stewart, Duke of Albany）

### 1565年冊封
- 亨利·斯圖亞特
- 詹姆斯·斯圖亞特

### 1600年冊封
- 查理·斯圖亞特（即查理一世）

### 1660年冊封
- 詹姆斯·斯圖亞特（即詹姆斯二世）

### 1881年冊封
- 利奧波德王子
- 查爾斯·愛德華王子